# Протопопов, Пётр Иванович
Пётр Иванович Протопопов (15 июня 1914 года, Уоттунский наслег, Вилюйский округ, Якутская область — 19 сентября 2007 года, село Чинеке, Чернышевский наслег, Вилюйский улус, Якутия) — животновод колхоза имени Аржакова Вилюйского района, Якутская АССР. Герой Социалистического Труда (1966). Лучший телятник Якутской АССР. Почётный гражданин Вилюйского улуса.
Родился 15 июня 1914 года в крестьянской семье в Уоттунском наслеге. Одним из первых вступил в колхоз, организованный в родном селе (с 1930-х годов — колхоз имени Аржакова). Принимал участие в Великой Отечественной войне. После демобилизации возвратился на родину и продолжил трудиться в родном колхозе. С 1959 года занимался выращиванием телят и молодняка крупного рогатого скота.
Добился высокой производительности, достигнув среднесуточного привеса 1000—1300 грамм на каждую голову скота. За годы 7-й пятилетки вырастил 496 телят. За достигнутые успехи в развитии животноводства, увеличении производства и заготовок мяса, молока, яиц, шерсти и другой продукции удостоен звания Героя Социалистического Труда указом Президиума Верховного Совета СССР от 22 марта 1966 года с вручением ордена Ленина и золотой медали «Серп и Молот».
После выхода на пенсию проживал в родном селе Чинеке. Скончался в 2007 году.
Награды
- Герой Социалистического Труда
- Орден Отечественной войны 2 степени (11.03.1985)

Память
В селе Чинеке установлен мемориальный комплекс, посвящённый Герою Социалистического Труда.